# Mohon (Ardennes)
Mohon is een plaats en voormalige gemeente in het Franse departement Ardennes in de regio Grand Est. In de plaats bevindt zich het spoorwegstation Mohon.

## Geschiedenis
Charleville werd op 6 maart 1629, onder koning Lodewijk XIII, geannexeerd door Frankrijk.
Op 1 september 1870 werd het 35ste Franse infanterieregiment, dat aan het begin van Frans-Duitse Oorlog uit de Kerkelijke Staat was teruggetrokken, ingezet te Mohon maar aangezien Slag bij Sedan werd verloren door de Fransen trok het regiment zich terug naar Parijs.
Op 1 oktober 1966 fuseerde Mohon met Charleville, Étion, Mézières en Montcy-Saint-Pierre tot de gemeente Charleville-Mézières.

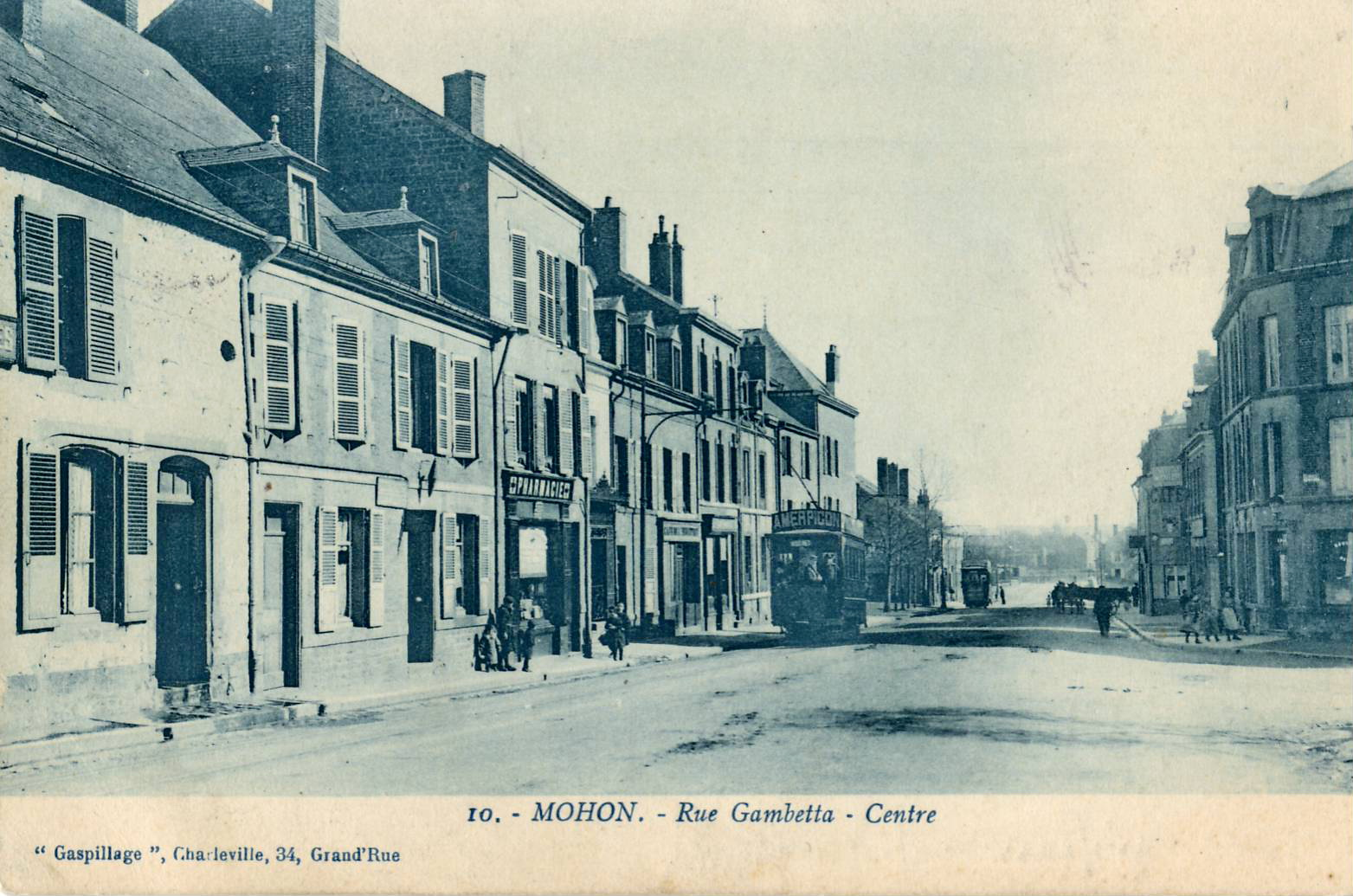
Het centrum van Mohon in 1914

Charleville · Étion · Mézières · Mohon · Montcy-Saint-Pierre · Le Theux